# پل علی ابن حمزه
پل علی ابن حمزه مربوط به دوره زندیان است و در شیراز، خیابان حافظ، واقع بر رودخانه خشک واقع شده و این اثر در تاریخ ۱۱ دی ۱۳۸۰ با شمارهٔ ثبت ۴۵۲۷ به‌عنوان یکی از آثار ملی ایران به ثبت رسیده است. این پل در فاصله ۵ کیلومتری دروازه قرآن شهر شیراز و حد فاصل مقبره امام زاده علی بن حمزه شیراز و بازار وکیل‌الرعایا قرار دارد. این پل تاریخی بر روی رودخانه خشک قرار دارد. بنا به تصمیم شهرداری شیراز و میراث فرهنگی مدتی است مسیر حرکت خودروها از روی این پل تغییر پیدا نموده است. این پل در زمان فرمانروایی آل بویه بر روی رودخانهٔ «خشک» شیراز احداث شده و بارها مورد مرمت قرار گرفته و سرانجام در زمان کریم خان زند به سال ۱۱۸۵ هجری قمری تجدید مرمت و نوسازی شده است.

## موقعیت
شیراز، خیابان حافظ، بین دروازه اصفهان و چهارراه حافظیه، واقع بر رودخانه خشک